# Feuchtwiese am Sauknock
Die Feuchtwiese am Sauknock ist ein etwa. 0,33 Hektar großes Biotop und ein Naturdenkmal in Oberaurach, einem Markt unterfränkischen Landkreis Haßberge. Es gehört zu den ältesten Schutzgebieten im Steigerwald.

## Geographische Lage
Das Biotop liegt im südlichen Teil des Landkreises Haßberge, ausschließlich im Naturraum Steigerwald, der mit wenigen Ausnahmen deckungsgleich mit dem Naturpark Steigerwald ist und am Fuße des Sauknocks liegt. Das Schutzgebiet befindet sich vollständig im FFH-Gebiet „Buchenwälder und Wiesentäler des Nordsteigerwalds“ sowie im Vogelschutzgebiet Oberer Steigerwald. Die nächstgelegene Ortschaft ist Neuschleichach. Westlich des Gebietes liegt der Naturwald Knetzberge-Böhlgrund sowie die Quelle der Aurach. Nördlich des Gebietes liegt der geschützte Landschaftsbestandteil Beerberg-Südhang.

## Zonierung und Schutzstatus
Das im Jahre 1983 ausgewiesene Schutzgebiet beinhaltet eine Teilfläche. Diese besteht zu 80 % aus Seggen- oder binsenreichen Nasswiesen, Sümpfen und zu 20 % aus artenreichem Extensivgrünland. Dieses Gebiet ist ein Biotop und ein Naturdenkmal und unterliegt somit einem rechtlichen Schutz. Im Jahre 2016 wurde der Rahmen der Biotopkartierung die Teilfläche Artenreiches Extensivgrünland dem Lebensraumtyp 6510 zugeordnet.

## Schutzgründe
Laut Verordnung handelt es sich hierbei um eine einschürige, ungedüngte Wiese (seggen- und binsenreiche Nass- und Feuchtwiese), die aufgrund der Bewirtschaftungsweise und der besonderen Standortverhältnisse (ostexponiert, leicht hängige Lage mit wechselfeuchten bis quelligen, zur Staunässe neigenden Bodenverhältnissen) Lebensraum für ein Massenvorkommen von heimischen Orchideen (z. B. dactylorhiza majalis, dactylorhiza maculata, orchis morio und orchis mascula) bietet.

## Lebensraumtyp
In dem Gebiet kommt folgender Lebensraumtyp vor:
| Nummer | Name                          | Größe in Hektar |
| ------ | ----------------------------- | --------------- |
| 6510   | Artenreiches Extensivgrünland | 00,07           |

## Artnachweise
Laut der Moorbodenkarte kommen in diesem Gebiet folgende Arten vor:
| - Segge - Hornkraut - Kratzdistel - Sumpf-Pippau - Wiesen-Kammgras - Knäselgras - Knabenkraut - Wilde Möhre - Rasen-Schmiele - Acker-Schachtelhalm | - Sumpf-Schachtelhalm - Rot-Schwingel - Echtes Mädesüß - Wiesen-Labkraut - Bach-Nelkenwurz - Flaumiger Wiesenhafer - Wolliges Honiggras - Geflecktes Johanniskraut - Flatter-Binse - Berg-Platterbse | - Großes Zweigblatt - Gewöhnlicher Hornklee - Sumpf-Hornklee - Blutweiderich - Berg-Klee - Zaun-Wicke - Weiß-Klee - Großer Wiesenknopf - Rohr-Glanzgras - Giersch |